# Dominic Fike
Dominic David Fike (* 30. Dezember 1995 in Naples, Florida) ist ein US-amerikanischer Musiker.

## Leben
Dominic Fike stammt aus Naples, Florida. Er wuchs bei seiner Mutter, ihren wechselnden Partnern und seinen vier Geschwistern auf. Seine Mutter war drogenabhängig und verbrachte einen Großteil seiner Jugend im Gefängnis, während er sich um seine beiden jüngeren Geschwister kümmerte.
Mit Musik kam er früh in Berührung. Erste Einflüsse waren Jack Johnson, Blink-182 und Red Hot Chili Peppers. Mit seinem älteren Bruder Sean schloss er sich einer Gruppe von Skatern und Musikern an. Zunächst versuchte er sich als Rapper und startete mit seinen Freunden eine Crew. Mit Lame Boys ENT sollte er 2015 beim South by Southwest in Austin spielen. Er verpasste jedoch den Auftritt, nachdem ihm Schulausschluss angedroht wurde.
Seine eigentliche musikalische Karriere begann im Dezember 2017 mit der Veröffentlichung seiner Extended Play Don’t Forget About Me über Soundcloud. Er hatte die EP geschrieben und eingespielt, als er wegen Körperverletzung an einem Polizeibeamten zunächst unter Hausarrest und anschließend in Haft saß.
Die EP erregte die Aufmerksamkeit von Columbia Records, die den jungen Sänger für etwa drei bis vier Millionen US-Dollar unter Vertrag nahmen. Anschließend wurde alle Musik von ihm, auch seine ersten Gehversuche als Rapper, aus dem Internet genommen und die EP am 16. Oktober 2018 ein zweites Mal veröffentlicht.
Aus der EP wurde das Stück 3 Nights ausgekoppelt, das sich unter anderem in Australien und Neuseeland zu einem Hit entwickelte. In Australien stieg die Single bis auf Platz 4 und wurde mit einer Doppelplatin-Schallplatte ausgezeichnet. In Neuseeland erreichte die Single Platz 9 und erhielt eine Platin-Schallplatte.
Seit 2022 verkörpert Fike in der HBO-Serie Euphoria die Hauptfigur Elliot.

## Musikstil
Dominic Fike spielt akustischen Pop. Musikalisch orientiert er sich an Jack Johnson.

## Filmografie
Dominik spielt in der 2022 veröffentlichten zweiten Staffel der HBO-Serie "Euphoria" mit. Er verkörpert darin Elliot, einen Freund der drogenabhängigen Hauptcharakterin Rue, die von Zendaya gespielt wird.

## Diskografie
Studioalben
- 2020: What Could Possibly Go Wrong (Columbia Records)
- 2023: Sunburn (Columbia Records)
- 2024: 14 minutes (Columbia Records)

EPs
- 2017: Don’t Forget About Me, Demos (Eigenproduktion; 2018: Columbia Records)

Singles
- 2018: 3 Nights (CH: Gold)
- 2019: Rollerblades
- 2019: Açaí Bowl
- 2019: Phone Numbers (mit Kenny Beats; UK: Gold, US: Platin)
- 2019: Hit Me Up (mit Omar Apollo & Kenny Beats)
- 2020: Chicken Tenders
- 2020: Politics & Violence
- 2022: Elliot’s Song
- 2023: Mona Lisa
- 2023: Mama’s Boy (US: Gold)

## Auszeichnungen für Musikverkäufe
| Goldene Schallplatte - Australien - 2020: für die Single Phone Numbers - Brasilien - 2024: für das Lied Die for You - Dänemark - 2023: für das Album Don’t Forget About Me - 2025: für das Lied Babydoll - Frankreich - 2021: für die Single 3 Nights - 2025: für das Lied Babydoll - Italien - 2021: für die Single 3 Nights - Kanada - 2023: für das Album Don’t Forget About Me - 2023: für das Lied Why - Mexiko - 2022: für die Single 3 Nights - Neuseeland - 2025: für das Album What Could Possibly Go Wrong - Niederlande - 2019: für die Single 3 Nights - Polen - 2019: für die Single 3 Nights - 2024: für das Lied Babydoll - Spanien - 2024: für die Single 3 Nights - Vereinigte Staaten - 2024: für das Lied Why - 2025: für das Lied Superstar Sh*t | Platin-Schallplatte - Dänemark - 2022: für die Single 3 Nights - Kanada - 2023: für die Single Phone Numbers - 2023: für das Lied Babydoll - Vereinigte Staaten - 2024: für das Lied Babydoll 2× Platin-Schallplatte - Brasilien - 2023: für die Single 3 Nights - Neuseeland - 2025: für das Album Don’t Forget About Me 3× Platin-Schallplatte - Australien - 2024: für das Lied Babydoll - Neuseeland - 2025: für das Lied Babydoll - Vereinigte Staaten - 2024: für die Single 3 Nights 5× Platin-Schallplatte - Kanada - 2023: für die Single 3 Nights 6× Platin-Schallplatte - Neuseeland - 2025: für die Single 3 Nights 7× Platin-Schallplatte - Australien - 2022: für die Single 3 Nights |

Anmerkung: Auszeichnungen in Ländern aus den Charttabellen bzw. Chartboxen sind in ebendiesen zu finden.
| Land/RegionAuszeichnungen für Musikverkäufe (Land/Region, Auszeichnungen, Verkäufe, Quellen) | Silber  | Gold       | Platin       | Verkäufe  | Quellen              |
| -------------------------------------------------------------------------------------------- | ------- | ---------- | ------------ | --------- | -------------------- |
| Australien (ARIA)                                                                            | —       | Gold1      | 10× Platin10 | 735.000   | aria.com.au          |
| Brasilien (PMB)                                                                              | —       | Gold1      | 2× Platin2   | 100.000   | pro-musicabr.org.br  |
| Dänemark (IFPI)                                                                              | —       | 2× Gold2   | Platin1      | 145.000   | ifpi.dk              |
| Deutschland (BVMI)                                                                           | —       | Gold1      | —            | 200.000   | musikindustrie.de    |
| Frankreich (SNEP)                                                                            | —       | 2× Gold2   | —            | 200.000   | snepmusique.com      |
| Italien (FIMI)                                                                               | —       | Gold1      | —            | 35.000    | fimi.it              |
| Kanada (MC)                                                                                  | —       | 2× Gold2   | 7× Platin7   | 640.000   | musiccanada.com      |
| Mexiko (AMPROFON)                                                                            | —       | Gold1      | —            | 30.000    | amprofon.com.mx      |
| Neuseeland (RMNZ)                                                                            | —       | Gold1      | 11× Platin11 | 307.500   | radioscope.co.nz NZ2 |
| Niederlande (NVPI)                                                                           | —       | Gold1      | —            | 40.000    | nvpi.nl              |
| Polen (ZPAV)                                                                                 | —       | 2× Gold2   | —            | 35.000    | olis.pl              |
| Schweiz (IFPI)                                                                               | —       | Gold1      | —            | 10.000    | hitparade.ch         |
| Spanien (Promusicae)                                                                         | —       | Gold1      | —            | 30.000    | elportaldemusica.es  |
| Vereinigte Staaten (RIAA)                                                                    | —       | 5× Gold5   | 5× Platin5   | 7.500.000 | riaa.com             |
| Vereinigtes Königreich (BPI)                                                                 | Silber1 | Gold1      | 4× Platin4   | 3.000.000 | bpi.co.uk            |
| Insgesamt                                                                                    | Silber1 | 23× Gold23 | 40× Platin40 |           |                      |

## Filmografie
- 2023: Earth Mama
- seit 2022: Euphoria (Fernsehserie)